# Министерство информации и телерадиовещания Индии
Министерство информации и телерадиовещания Индии отвечает за разработку и администрирование норм, правил и законов, касающихся информации, радиовещания, прессы и фильмов в Индии. В структуру министерства входит Совет по кино-цензуре.

## Мандат
- Развитие радиовещания и телевидения.
- Импорт и экспорт фильмов.
- Производство и продвижение киноиндустрии.
- Организация кинофестивалей и культурных обменов.
- Распространение информации об Индии за её пределами посредством публикаций вопросов государственной важности.
- Использование межличностной коммуникации и традиционных форм народного искусства для информирования (рекламных кампаний) по вопросам общественного интереса.